# Kerk van Aalsum
De hervormde kerk van Aalsum is een historisch kerkgebouw in de Nederlandse provincie Friesland.

## Beschrijving
Deze eenbeukige romaanse kerk staat op een gedeeltelijk afgegraven terp in het dorp. Het is opgetrokken uit grote bakstenen. De kerk was oorspronkelijk gewijd aan Catharina van Alexandrië en werd rond het einde van de 12e eeuw in gebruik genomen. Uit deze tijd stamt ook het schip van het gebouw. Halverwege de 13e eeuw werd het koor gebouwd. Rond 1500 werd het schip nog een keer in de westelijke richting verlengd. Waarschijnlijk werd de oude overwelving rond 1822 vervangen door een balklaag. In 1829 werden de ramen aangebracht. De westgevel is in 1843, na afbraak van de toren, vernieuwd. Ter vervanging van de oude toren kreeg de kerk een houten geveltoren.
Op de westgevel staat een torentje met een houten klokkoepel waarin een gegoten klok uit 1499 hangt. Deze heeft een diameter van 67 cm. De binnenkant is wit geverfd en heeft een orgel uit 1906. Het toegangshek stamt uit 1843. Het gebouw heeft de status van rijksmonument.

## Orgel
Het orgel werd in 1905 geplaatst door M. Vermeulen uit Woerden. In 1968 werd het instrument gerestaureerd. De dispositie luidt als volgt:
| Manuaal C–f3       |         |
| Praestant          | 8       |
| Holpijp            | 8       |
| Octaaf             | 4       |
| Fluit              | 4       |
| Octaaf             | 2       |
| Mixtuur            | 3-4 st. |
| Schalmei (Trompet) | 8       |
|                    |         |
| Tremulant          |         |

| Pedaal C–d1 |
| Aangehangen |

## Bewegende grafsteen
In 2009 werd de kerk geconfronteerd met een raadsel. Op het kerkhof werd een 450 kilo zware grafsteen meerdere malen verplaatst. Oorspronkelijk werd gedacht dat het hier om grafschennis ging. Na de vierde keer installeerde de politie een camera. Op de beelden was vervolgens te zien hoe de steen, uit zichzelf, in een paar seconden een meter opschoof. Zelfs het Nederlands Forensisch Instituut heeft de zaak onderzocht maar kon geen verklaring vinden.